# Challenger de Asunción 2024
El torneo Paraguay Open 2024, denominado por razones de patrocinio Challenger Dove Men+Care Asunción fue un torneo de tenis perteneció al ATP Challenger Tour 2024 en la categoría Challenger 75. Se trató de la 1.ª edición, el torneo tuvo lugar en la ciudad de Asunción (Paraguay), desde el 18 hasta el 24 de marzo de 2024 sobre pista de tierra batida al aire libre.

## Jugadores participantes del cuadro de individuales
| Favorito | País                 | Jugador                 | Rank1 | Posición en el torneo |
| -------- | -------------------- | ----------------------- | ----- | --------------------- |
| 1        | Bandera de Perú      | Juan Pablo Varillas     | 110   | Semifinales           |
| 2        | Bandera de Argentina | Román Andrés Burruchaga | 159   | Semifinales           |
| 3        | Bandera de Bolivia   | Hugo Dellien            | 161   | Segunda ronda         |
| 4        | Bandera de Argentina | Genaro Alberto Olivieri | 177   | Primera ronda         |
| 5        | Bandera de Portugal  | Gonçalo Oliveira        | 217   | Primera ronda         |
| 6        | Bandera de Francia   | Geoffrey Blancaneaux    | 223   | Primera ronda         |
| 7        | Bandera de Francia   | Enzo Couacaud           | 231   | Primera ronda         |
| 8        | Bandera de Brasil    | Gustavo Heide           | 240   | CAMPEÓN               |

- 1 Se ha tomado en cuenta el ranking del 4 de marzo de 2024.

### Otros participantes
Los siguientes jugadores recibieron una invitación (wild card), por lo tanto ingresan directamente al cuadro principal (WC):
- Hernando José Escurra
- Daniel Vallejo
- Juan Carlos Prado

Los siguientes jugadores ingresan al cuadro principal tras disputar el cuadro clasificatorio (Q):
- Valerio Aboian
- Daniel Cukierman
- Lorenzo Joaquín Rodríguez
- Juan Bautista Torres
- Gonzalo Villanueva
- Nicolas Zanellato

## Campeones

### Individual Masculino
- Gustavo Heide derrotó en la final a  João Fonseca por 7–5, 6–7(6), 6–1

### Dobles Masculino
- Boris Arias /  Federico Zeballos derrotaron en la final a  Gonzalo Bueno /  Álvaro Guillén Meza por 6–2, 6–2